# Scraptia atricollis
Scraptia atricollis es una especie de coleóptero de la familia Scraptiidae.

## Distribución geográfica
Habita en Madagascar.